# John Beche
John Beche alias Thomas Marshall, né autour de l'année 1500 et mort le 1er décembre 1539 à Colchester, est un moine bénédictin, abbé et martyr catholique anglais, exécuté pour s'être opposé au roi Henri VIII.

## Biographie
Moine bénédictin de l'abbaye de St. Werburgh, à Chester il se forme à Oxford (probablement à Gloucester Hall, aujourd'hui Worcester College) où il obtint un doctorat en théologie en 1515. Il est par la suite nommé abbé de son monastère qu'il dirige pendant une quinzaine d'année. Il est ensuite élu abbé de l'abbaye de St. John's, à Colchester, le 10 juin 1530. Au moment où Henri VIII ordonne à tous les moines et prêtres du royaume de prêter serment il se conforme le 7 juillet 1534. Tout bascule lorsqu'il apprend en 1535 le martyre des trois prieurs chartreux Jean Houghton, Robert Lawrence, Augustin Webster, du théologien John Fisher et de l'homme d'état et philosophe Thomas More, ayant refusés de reconnaître Henri VIII comme chef spirituel de l'Église. Il semble alors avoir exprimé de vifs doutes sur sa propre décision de prêter serment, ce que les espions du roi rapportent à ce dernier.
Lorsqu'il apprend en novembre 1538 que le roi a décidé de confisquer son monastère il exprime publiquement son opposition à cette spoliation. Il est emprisonné à la prison de la Tour de Londres. Il est un temps relâché avant d'être à nouveau emprisonné. Il lui est reproché de défendre la mémoire de Thomas More et de John Fisher exécutés. Il lui est aussi attribué d'avoir dit que la décision d'Henri VIII de se proclamer chef suprême de l'Église était principalement motivée par son désir d'épouser librement Anne Boleyn. Jugé, il est finalement condamné pour haute trahison. Il est exécuté.

## Vénération
John Beche fut béatifié en 1895 par le pape Léon XIII en compagnie des prêtres Hugh Faringdon (en), John Rugg, John Thorne, Richard Whiting (en), Roger James, William Eynon et de deux laïcs Adrian Fortescue et Thomas Percy.

### Biographie
- (en) Paul, J. E., New Catholic Encyclopedia, vol. 2, Gale Cengage, 2003 (ISBN 0787640069), p. 192.
- (en) J. E. Paul, The last Abbots of Reading and Colchester, Bulletin of the institute of Historical Research 33, 1960, p. 115-121